# Gare de Chiasso
La gare de Chiasso est une gare ferroviaire de la ligne du Gothard et de la ligne de Chiasso à Milan (it) desservant la ville homonyme dans le canton du Tessin. Elle est située à quelques mètres de la frontière entre l'Italie et la Suisse, tout près de la ville italienne de Côme, accessible par les deux tunnels du Monte Olimpino (it).

## Situation ferroviaire
Établie à 237,5 mètres d'altitude, la gare de Chiasso est située aux points kilométriques 206,17 de la ligne du Gothard et 50,77 de la ligne de Chiasso à Milan, entre les gares de Balerna (côté Suisse) et de Côme San Giovanni (vers l'Italie).
En tant qu'installation ferroviaire internationale, la gare est à l'interface entre le réseau ferroviaire suisse, géré par les Chemins de fer fédéraux suisses, et le réseau ferré italien, sous la responsabilité de Rete Ferroviaria Italiana (RFI). Les systèmes d'alimentation électrique et de gestion du trafic des deux réseaux étant différents, certains trains opèrent un changement de locomotive.
La gare est dotée de huit voies et cinq quais. Deux voies sont en impasse dont l'une est uniquement accessible du nord et l'autre uniquement accessible par le sud. Les quais sont séparés en deux parties, reliées à la partie centrale de la gare par un couloir qui abrite également les bureaux de douane. Par conséquent, les trains à destination de l'Italie partent de voies distinctes de ceux circulant exclusivement en territoire suisse.
Avec l'entrée de la Suisse dans l'espace Schengen, les contrôles aux frontières ne sont plus systématiques, bien que le recours à des agents de la garde des finances italienne et des gardes-frontière suisses subsiste, tous deux à l'intérieur des gares de Chiasso et de Côme San Giovanni.

## Histoire

La gare de Chiasso en 1980.

La gare de Chiasso a été mise en service en 1874 avec l'ouverture du prolongement de la ligne du Gothard de Biasca à Chiasso. La gare devient internationale en septembre 1876 avec la circulation du premier train en provenance de Côme. Avec l'ouverture du tunnel ferroviaire du Saint-Gothard en 1882 devient un point stratégique de l'axe ferroviaire reliant la Lombardie à la Suisse alémanique.
Le lieu est étroitement lié à l'histoire de l'Italie au XXe siècle, en particulier de l'émigration italienne vers la Suisse. En souvenir de cette période, l'atrium de la gare conserve la fresque I migranti (1933) et le modèle Italia e Svizzera (1932).
Pendant la Seconde Guerre mondiale, le site CFF de Chiasso a subi des dommages dus aux bombardements alliés. C'était évidemment une erreur : étant donné la proximité de la frontière, l'aviation anglo-américaine a probablement confondu le bâtiment avec les villes environnantes italiennes comme Côme.
Si, à la suite de l'adhésion de la Suisse à l'espace Schengen en 2008, les contrôles aux frontières ont été abolis, les gardes-frontière suisses sont toujours présents dans la gare et assurent régulièrement des contrôles douaniers pouvant être liés à des contrôles d'identité.
À la suite de la mise en service du tunnel de base du Ceneri en 2020, l'objectif des CFF est d'obtenir pour l'horaire 2022 un temps de trajet de 3 heures entre Zurich et Milan.  Un nouveau poste d'enclenchement a été mis en service pour la gare de Chiasso en avril 2019. Une transition dynamique, permettant le changement de courant de traction sans arrêt du train, a dû être mise en service techniquement le 21 juin 2020, rendant inutile l'arrêt en gare de Chiasso. La mise en service commerciale de cette transition dynamique devait intervenir pour le changement d'horaire de décembre 2020. Les trains EuroCity reliant Bâle et Zurich par l'axe du Gothard assurent néanmoins toujours l'arrêt à Chiasso pour l'horaire 2021. Ces mesures visent à éviter la perte de temps liée au changement statique de pantographe, également source d'irrégularités du trafic. Enfin, il est également prévu d'équiper l'ensemble du matériel roulant effectuant des services transfrontaliers à travers la gare de Chiasso du niveau 3 du système européen de contrôle des trains. À la suite de la suppression de l'arrêt à Chiasso, les contrôles douaniers côté Suisse seront déplacés en gare de Lugano où la mise en service d'un point de contrôle douanier est prévu. Par le même temps, la gare devrait être adaptée pour être accessible entièrement aux personnes à mobilité réduite, conformément à la loi sur l'égalité pour les personnes handicapées (LHand).
Les communes de Mendrisio et Chiasso se sont d'ores et déjà opposées en 2020 à la suppression des arrêts des trains InterCity et EuroCity dans leurs gares. Le porte-parole des CFF, Patrick Walser, a fait valoir que 95 % des clients du district de Mendrisio se déplacent exclusivement à l'intérieur du Tessin et qu'il serait donc plus pertinent de développer l'offre de trains régionaux, notamment du réseau express régional tessinois, dans ces gares, tout en permettant d'améliorer la ponctualité des trains nationaux et internationaux.
Pour le trafic des trains de fret, la construction de cinq voies de 750 mètres de long dans l'enceinte de la gare voyageurs doit leur permettre d'éviter d'emprunter l'abrupte rampe entre la gare de marchandises de Chiasso Smistamento et Balerna, seul tronçon nécessitant des moyens de traction supplémentaires entre Bâle et Chiasso à la suite de la mise en service complète des nouvelles lignes ferroviaires à travers les Alpes. L'objectif est d'augmenter la capacité de l'axe afin de faire face à l'augmentation de trafic prévue à la suite de l'ouverture du tunnel de base du Ceneri.
Le 2 novembre 2021, les travaux de rénovation du bâtiment de la gare par les CFF ont débuté et dureront jusqu'à l'été 2023. L'investissement prévu est de 10 millions de francs. Le projet prévoit un centre pour les voyageurs moderne, spacieux et lumineux, avec des surfaces commerciales. La face extérieure sera refaite. L'infrastructure ferroviaire sera également modernisée.

## Service des voyageurs

### Accueil
Gare des CFF, Chiasso est dotée d'un bâtiment voyageurs abritant des guichets de vente, des distributeurs automatiques de titres de transport ainsi que de nombreux commerces. Un parc relais situé à proximité de la gare offre 186 places de stationnement pour les automobiles.
La gare est accessible aux personnes à mobilité réduite.

### Desserte

#### Trains grandes lignes
La gare de Chiasso est un nœud historique du réseau de transport ferroviaire tessinois, en tant que gare frontière. À ce titre, elle est desservie par de nombreux trains grandes lignes reliant le nord du pays au canton du Tessin et à la Lombardie, à commencer par l'ensemble des trains  circulant entre Bâle, Zurich et Milan via l'axe du Saint-Gothard et du Ceneri toutes les heures ou toutes les deux heures suivant le moment de la journée. Deux trains sont amorcés au départ de Francfort tandis que trois paires de trains amorcées à Zurich sont prolongées vers Venise-Santa-Lucia, Bologne-Centrale et Gênes-Piazza-Principe.
À cette desserte se rajoutent quelques trains des lignes 2 et 21, en début ou en fin de service, qui relient respectivement Bâle et Zurich à Lugano. Ces trains sont régulièrement prolongées en tant qu'EuroCity au nord vers l'Allemagne et/ou vers l'Italie jusqu'à Milan.
- Bâle CFF – Olten – Lucerne – Arth-Goldau – Bellinzone  – Lugano – Chiasso – Côme San Giovanni – Monza – Milan-Centrale
- Gare centrale de Francfort-sur-le-Main – Bâle CFF (– Arth-Goldau – Bellinzone  – Lugano / – Berne – Brigue) – Milan-Centrale
- Zurich – Arth-Goldau – Bellinzone – Lugano – Chiasso – (Milan-Centrale – Venise-Santa-Lucia/Gênes-Piazza-Principe)/(Milan-Rogoredo – Bologne-Centrale)

#### RER Tessin

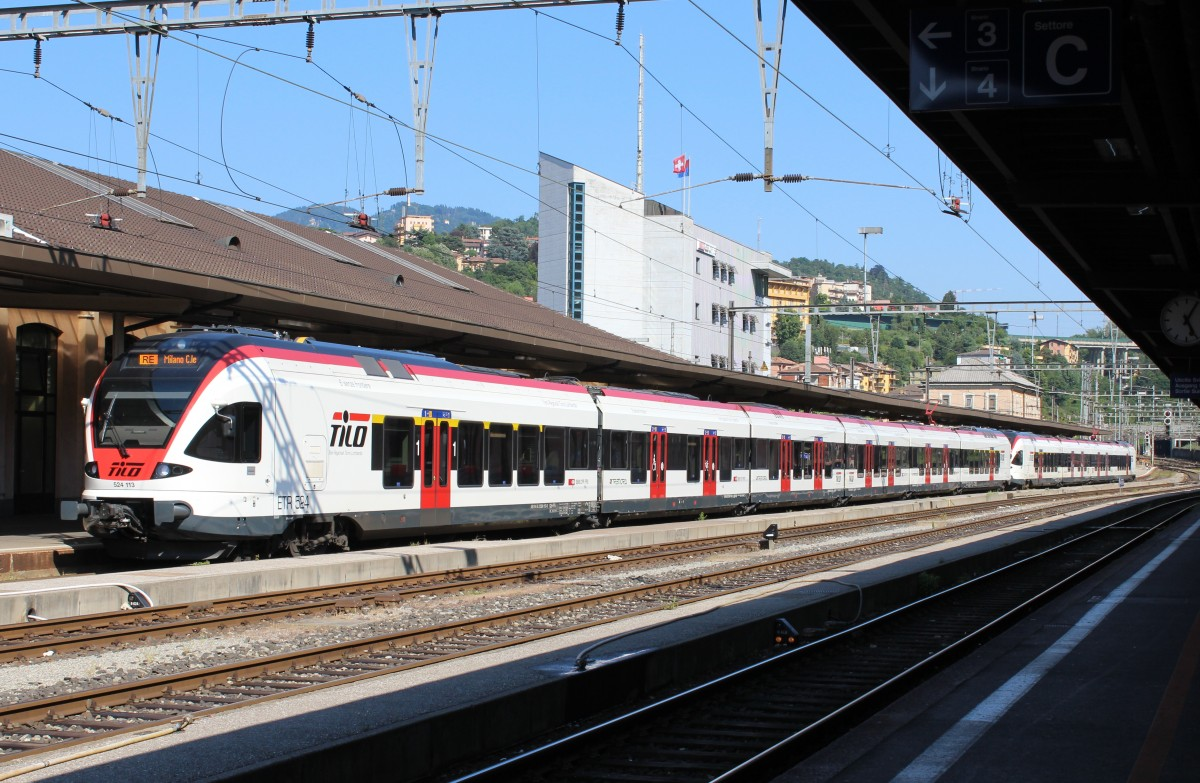
Stadler FLIRT RABe 524 à l'arrêt en gare de Chiasso.

La gare de Chiasso fait également partie du réseau express régional tessinois, assurant des liaisons rapides à fréquence élevée dans l'ensemble du canton du Tessin. Elle est, à ce titre, desservie par la ligne RegioExpress RE80 reliant chaque demi-heure Locarno à Lugano et Chiasso via le tunnel de base du Ceneri. La ligne est prolongée toutes les heures jusqu'à la gare de Milan-Centrale.
En complément, chaque heure ou chaque demi-heure, la gare est desservie par les lignes S10 à destination de Côme et S40 reliant Côme à Varèse en rebroussant à Mendrisio (uniquement en semaine),.
- RE80 Locarno - Tenero - Cadenazzo - Lugano - Lugano Paradiso - Mendrisio - Chiasso (- Côme San Giovanni - Seregno - Monza - Milan-Centrale)
- S10 (Airolo -) Biasca - Bellinzone - Giubiasco - Lugano - Mendrisio - Balerna - Chiasso (- Côme San Giovanni) (en coupe/accroche chaque heure avec la ligne S50 en gare de Mendrisio)
- S40 Varèse - Induno Olona - Arcisate - Stabio - Mendrisio - Balerna - Chiasso - Côme San Giovanni

#### Service ferroviaire suburbain de Milan
La gare de Chiasso est desservie chaque heure par la ligne S11 du service ferroviaire suburbain de Milan à destination de Milan-Porta Garibaldi.
- S11 Chiasso - Côme San Giovanni - Cucciago - Carimate - Camnago-Lentate - Seregno - Monza - Milan-Porta Garibaldi

### Intermodalité
La gare de Chiasso est desservie par les lignes d'autobus urbaines assurées par Autolinea Mendrisiense SA, à savoir les 502 et 504 pour Mendrisio via Balerna,, 505 et 507 vers Morbio Inferiore,, 508 vers Morbio Inferiore via Vacallo et 511 reliant Vacallo à Pedrinate et Seseglio via Chiasso.
CarPostal dessert également la gare avec deux lignes routières : la 513 pour Mendrisio via Morbio Superiore et la 517 également vers Mendrisio mais cette fois-ci via Novazzano et Genestrerio.